# 禹惠民
禹惠民，中华人民共和国政治人物、外交官。
1984年，接替康晓担任中华人民共和国驻几内亚大使。1990年，由江翔接任。